# María Strange
María Marta Villanueva (nacida en 1945 en Buenos Aires) es una política de las Islas Malvinas, a las que llegó en 1972. Fue una de los cuatro argentinos residentes en las islas antes del conflicto de 1982. Actualmente posee nacionalidad británica, tras su segundo casamiento es conocida como María Marta Strange, y se ha desempeñado como consejera, asistente y representante en el gobierno local y critica la causa de soberanía argentina del territorio.
Ahora está casada con Ian Strange, naturista británico emigrado a las islas, que posee una reserva natural en la isla de Goicoechea.

## Biografía
Nacida en la capital argentina, llegó a las Malvinas en 1972 con su primer marido, un anglo-argentino cuyo tío era dueño de un almacén de ramos generales en las islas. Creciendo en un suburbio de Buenos Aires, ella fue fuertemente influenciada por un tío que había luchado por la Royal Air Force durante la Segunda Guerra Mundial y que convenció a sus padres para enviarla a una escuela británica. Más tarde se divorció y se casó con Ian Strange, con quien tuvo a su hija Georgina. Fue opositora de la guerra de 1982, donde debido a su idioma español materno, actuó como intérprete con los conscriptos argentinos. Durante los años siguientes se integró con los malvinenses y encontró un trabajo como consejera para el gobierno isleño y asistente de la Asamblea Legislativa isleña. Actualmente está retirada.
El resto de su familia continúa residiendo en el continente. Suele acompañar como guía turística a los argentinos que visitan las islas y ha formado contactos y amistades con familiares de caídos argentinos.
María ha admitido estar en contra del reclamo argentino y lo ha calificado como una «obsesión tonta». También ha dicho que los argentinos le «molestan terriblemente».[cita requerida] Debido a su postura, es considerada por los kelpers probritánicos como «una de ellos» plenamente integrada en su sociedad.